# Phytoseius macrosetosus
Phytoseius macrosetosus är en spindeldjursart som beskrevs av Gupta 1977. Phytoseius macrosetosus ingår i släktet Phytoseius och familjen Phytoseiidae. Inga underarter finns listade i Catalogue of Life.